# Zuidelijk Front
Het Sovjet Zuidelijk Front (Russisch: Южный фронт) was een legergroep (front) van het Rode Leger gedurende de Tweede Wereldoorlog. Er zijn twee "Zuidelijke Fronten" geweest ten tijde van de Tweede Wereldoorlog. Het eerste opereerde in de sector tussen Moskou en Odessa. Nadat het eerste was ontbonden ontstond het tweede in de sector Stalingrad. Het kwam voort uit het Stalingrad Front. Later werd het tweede Zuidelijk Front hernoemd naar het 4e Oekraïense Front.

## Commandowisselingen
Het eerste Zuidelijk Front werd opgericht op 25 juni 1941 en omvatte het 9e Leger, welke opereerde tussen Moskou en Odessa. Er vonden veel commandowisselingen plaats in de top van het Zuidelijk Front.
Aanvankelijk had generaal Ivan Tjoelenev de leiding. Hij werd in augustus 1941 vervangen door luitenant-generaal Dmitri Riabysjev. Riabyshev werd in oktober vervangen door kolonel-generaal Jakov Tsjerevitsjenko, die op zijn beurt in december werd vervangen door luitenant-generaal Rodion Malinovski. Malinovski leidde het Zuidelijk Front tot juli 1942.
Het Zuidelijk Front kreeg na 12 juli versterking van het ontbonden Zuidwestelijk Front. Formeel werd het Zuidelijk Front op 28 juli 1942 ontbonden, waarna ze werden overgebracht naar het Noordelijk Front in de Kaukasus.

## Stalingradfront
In juli 1942, werden drie legers (1e, 5e en 7e Leger) overgebracht naar de sector Stalingrad, waar ze werden samengevoegd tot het 62e, 63e en 64e Leger. Zij vormde sinds hun komst de kern van het Stalingrad Front. Het Stalingradfront vocht, zoals de naam zegt, in de Slag om Stalingrad.

### Tweede formatie
De tweede versie van het Zuidelijk Front werd gecreëerd uit het Stalingradfront. Het werd op 1 januari 1943 opgericht en stond tot februari onder leiding van kolonel-generaal Andrej Jeremenko. Luitenant-generaal Rodion Malinovski, die eind februari werd gepromoveerd tot kolonel-generaal, nam het bevel op zich, totdat Fjodor Tolboechin het commando in maart 1943 overnam. Tolboechin werd in april datzelfde jaar gepromoveerd naar kolonel-generaal. Hij zou het front leidde tot in 1944. Het Zuidelijk Front werd op 20 oktober 1943 hernoemd naar het 4e Oekraïense Front.

## 4e Oekraïense Front
De eerste grote operatie die het front moest uitvoeren waren de Slag om de Dnjepr en de Tweede Slag om Kiev. Begin 1944 lanceerde het front een aanval richting de Duitse stellingen bij de Krim, wat resulteerde in een veldslag. Tijdens de Tweede Slag om de Krim vielen veel doden en gewonden aan beide zijdes. Ook het 4e Oekraïense Front had veel slachtoffers te betreuren. Uiteindelijk verdreef het Rode Leger de Duitsers. 

Na de Tweede slag om de Krim heeft het front geen grote veldslagen meer uitgevochten, hoewel ze met regelmaat toch troepen moesten afstaan tijdens een grote operatie. Wel vochten ze door tot het einde van de oorlog en droegen ze bij aan de nederlaag van Nazi-Duitsland.